# 普奇尼亞區
普奇尼亞區是塞爾維亞的行政区，位於中塞爾維亞最南部，行政中心为弗拉涅。该区東鄰保加利亞，南鄰北馬其頓，西為科索沃。行政区面積为3,520平方公里，2022年人口数量为193,802人。

## 城市和市镇
普奇尼亚区的范围包括一个城市和6个市镇：
- 弗拉涅（城市）
- 博西萊格勒
- 布亞諾瓦茨
- 普雷舍沃
- 蘇爾杜利察
- 特爾戈維什泰
- 弗拉迪欽漢